# Lepidodactylus christiani
Lepidodactylus christiani este o specie de șopârle din genul Lepidodactylus, familia Gekkonidae, descrisă de Taylor 1917. A fost clasificată de IUCN ca specie cu risc scăzut. Conform Catalogue of Life specia Lepidodactylus christiani nu are subspecii cunoscute.